# الخوف من الحرية (كتاب)
كتاب الخوف من الحرية، طبع لأول مرة في الولايات المتحدة تحت عنوان الهروب من الحرية (بالإنجليزية: Escape from Freedom) وبعد سنة، طبع للمرة الثانية في برطانيا تحت عنوان الخوف من الحرية (بالإنجليزية: The Fear of Freedom)، وترجم إلى العربية أيضًا بنفس العنوان الأخير. مؤلف هذا الكتاب الأخصائي النفسي والباحث الإجتماعي المولود في فرانكفورت إيرك فروم تم نشره في الولايات المتحدة الأمريكية عن طريق فارر ورينهارت سنة 1941. الكتاب يستكشف العلاقة بين التحول الإنساني والحرية مع الأخذ بعين الاعتبار النتائج المترتبة على غياب الحرية في سلوك الفرد. يركز الكتاب على الظروف الاجتماعية والنفسية التي سهلت صعود نجم النازية.

## المفاهيم الأساسية

### مفهوم فروم عن الحرية
فرّق فروم بين «التحرر من» (الحرية السلبية) و«الحرية لأجل» (الحرية الإيجابية) الأول يشير إلى التحرر من القيود مثل المناسبات الاجتماعية المفروضة على الفرد من قبل أفراد أخرين أو منشآت مختلفة. هذا النوع من الحرية يتمثل في الوجودية التي تحدث عنها سارتر وخضعت للجدل تاريخيا لكن بالنسبة لفروم، هذا النوع من الحرية قد يكون عامل هدم إلا إذا دمج بعنصر إبداعي، بمعنى الحرية في استخدام الحرية لتفعيل الشخصية المتكاملة الشاملة تلقائيا في الأعمال الخلاّقة. ويزعم فروم بأن ذلك حتما يشير إلى ترابط حقيقي مع الآخرين يذهب إلى ماهو أبعد من الرابط السطحي في العلاقات الاجتماعية: «في الوعي البديهي بالذات، الرجل يوطّد نفسه مرة أخرى مع العالم..»
خلال عملية التحرر من هيمنة السلطة والسائد من القيم، فروم يزعم بأننا غالبا بعد ذلك نشعر بالفراغ والحصار (يقارن هنا بين عملية التحرر ومرحلة فطام الرضّع في الطفولة (وهذا الإحساس لن ينحسر حتى نستخدم جانب الحرية الإيجابي ونعمل على تطوير نظام بديل للنظام القديم غير أن البديل الشائع لممارسة الحرية الإيجابية «الحرية لأجل» أو الموثوقية يتم عن طريق نظام مستبد يستبدل النظام القديم بآخر مختلف في الشكل الخارجي لكن متطابق داخليا مع القديم عن طريق إلغاء الريبة والتشكك برسم حدود مقيدة للتفكير والتصرفات. يصف فروم هذه العملية على أنها عملية جدلية تاريخية يسمى من خلالها الوضع الأصلي بالفرضية والتحرر منه بالنقيض. هذا التركيب يحصل فقط عندما يتم استبدال النظام الأصلي ومنح الناس مستوى جديد من الأمن. فروم مع ذلك لم يشر إلى أن النظام الجديد قد يكون بالضرورة تطويري وإنمائي.

### الحرية في التاريخ
الحرية، كما يزعم فروم، أصبحت قضية شائكة في القرن العشرين جديرة بالصراع حولها والدفاع عنها. على الرغم من ذلك، فإنه من غير الشائع أن يكون هذا الجزء البارز من تفكير الإنسان مأهول ومن واقع الخبرة فإنه ليس من الضروري أن يكون هذا الأمر ممتعا.
الفصل الأساسي في الكتاب يتحدث عن تطور علم اللاهوت لدى البروتستانت ويناقش عمل كالفن ولوثر. انهيار النظام الاجتماعي القديم وظهور الرأسمالية أدى إلى الوعي المتزايد بأن البشر قد يكونون كائنات مستقلة بذاتها تنظم مستقبلها بعيدا عن مجرد أداء دور اجتماعي-اقتصادي معد مسبق. وهذا بدوره ينعكس على مفهوم الإله الذي يراعي الحرية المستحدثة وفي ذات الوقت يحافظ على الجوهر الأخلاقي. رسم لوثر لوحة توضح بأن علاقة الرجل بالإله كانت شخصية وذات بعد فردي خالي من تأثير الكنيسة بينما يرى كالفين بخصوص القضاء والقدر بأن البشر لا يستطيعون العمل من أجل الخلاص والتوبة بل بالعكس فقد تم جلبهم لهذا العالم بشكل اعتباطي لا يد لهم فيه. يعتقد فروم بأن كلا التصورين كانا ردات فعل ناجمة عن الوضع الاقتصادي المتحرر. التصور الأول يعطي الأفراد حرية أكبر في إيجاد القداسة في العالم المحيط بهم بعيدا عن تعقيدات الكنيسة. وعلى الرغم من أن ظاهر التصور الثاني يعطي انطباع بالإيمان بالقضاء والقدر إلا أنه يعطي طريق واضح للبشر للعمل على إيجاد وسيلة نجاة وخلاص. ومع عدم استطاعة البشر تغيير أقدارهم فإنه باستطاعتهم إيجاد قداستهم الخاصة عن طريق إلزام أنفسهم بالعمل الجاد والزهد في زينة الحياة وهي عادات لطالما أعتبرت من الفضائل. في الواقع هذا التصور جعل الكثير يعملون بجدية أكثر حتى يثبتوا لذواتهم بأنهم معدون بدرجة أساسية للإقامة في جنة الرب.

### الهروب من الحرية
يعتقد فروم بأن «التحرر من» ليست تجربة يمكن الإستمتاع بها بحد ذاتها ويقترح بأن علينا بدلا عن الإستنفاع بهذه الحرية التركيز على تقليل الآثار السلبية عن طريق تحسين الأفكار والتصرفات والتي تشكل أحد وجوه الأمن. وذلك كالتالي:
1. التسلّط: يصف فروم الشخصية المتسلطة بأنها تتكون من عنصر سادي وآخر ماسوشي. المتسلط يتمنى بأن يتمكن من السيطرة على البشر في خدعة ما لفرض نوع من النظام الخاص. ويتمنى أيضا أن تتكون لديه قوة جبارة في شكل شخص معين أو فكرة مجردة.
2. العبثية: على الرغم من أن هذه الصفة تبدو مشابهة للسادية إلا أن فروم يعتقد بأن السادي يتمنى بأن يسيطر على شيء معين. بينما الشخصية العابثة تتمنى بأن تدمر الشيء الذي لا تستطيع السيطرة عليه.
3. الامتثال: هذه العملية تتجلى عندما يجسد البشر بدون وعي المعتقدات والأفكار القياسية المستمدة من مجتمعهم على أنها معتقداتهم الخاصة. وهذا يساعدهم في تجنب حرية التفكير الحقيقية والتي يبدو بأنها تثير قلقهم العام.

### الحرية في القرن العشرين
يحلل فروم صفات الفكر النازي ويعتقد بأن الظروف السيكولوجية في ألمانيا بعد الحرب العالمية الأولى غذّت الرغبة في إنشاء نظام جديد لاستعادة كبرياء الأمة الألمانية. وقد تمثلت هذه الرغبة في الاشتراكية القومية التي يعتقد فروم بأنها جاءت من عمق شخصية هتلر المستبدة والتي لم تجعله يطمع فقط في حكم ألمانيا باسم العرق السامي ولكن جعلت منه عنصر جذب للطبقة العاملة المضطهدة والتي وجدت فيه مصدر للكبرياء والثقة. يشير فروم إلى وجود ميل نحو الخضوع للأنظمة المستبدة عندما تجرب الشعوب الحرية السلبية ولكنه أيضا قدم ملاحظة إيجابية عندما ذكر بأن التقدم الثقافي الراهن لا يمكن تجاهله وأن النازية لم تقدم اتحاد صادق مع العالم الخارجي.
فروم في هذا الكتاب تفحّص الديمقراطية والحرية وأشاد بالديمقراطية الحديثة والأمة المنتجة كنماذج مثالية لكنه شدد على أن هذا الشكل الخارجي للحرية في هذه المجتمعات لا يمكن الاستفادة منه كليا مالم تدعمه حرية داخلية مساوية لها في المقدار. ويعتقد فروم على الرغم من ذلك بأننا متحررين من الاستبداد المباشر وأننا لا نزال خاضعين في أفكارنا وتصرفاتنا للمنطق الشائع، نصائح الخبراء وتأثير الإعلانات التجارية. الطريقة الوحيدة ليصبح الفرد حرا هو أن يكون عفويا في تعابيره الشخصية وتصرفاته وأن يملك القدرة على التجاوب بأمانة وصدق مع مشاعره الأصلية. تتبلور فكرة فروم هذه في جملته الوجودية الشهيرة «هناك فقط معنى وحيد للحياة: تصرّف وكأنك تعيشها» -there is only one meaning of life: the act of living itself- معارضي فروم يعتقدون بأن هذا الرأي قد يؤدي إلى فوضى اجتماعية مؤمنين بأن ما يلامس طبيعتنا الإنسانية كأفراد يجب أن يلامس احتياجات الآخرين الذين نتشارك معهم هذا العالم. هذا هو المعنى الحقيقي للديمقراطية الاجتماعية والإدراك الإيجابي لـ«الحرية لأجل» والذي يبرز عندما يفلت البشر من التأثير الشرير للأنظمة السياسية المستبدة.

## روابط خارجية
- الهروب من الحرية على موقع الموسوعة البريطانية (الإنجليزية)